# Sint-Franciscus en Bernardinuskerk
De Sint-Franciscuskerk, ook Bernadijnenkerk genoemd, is een katholieke kerk in het historische centrum van Vilnius, Litouwen, en vormt samen met de Sint-Annakerk een fraai ensemble van monumentale baksteengotiek. Naast gotische stijlkenmerken bezit de kerk ook renaissance en barokke stijlelementen. Dagelijks worden er heilige missen gevierd, afhankelijk van de dag in het Litouws, Engels of Latijn.

## Geschiedenis

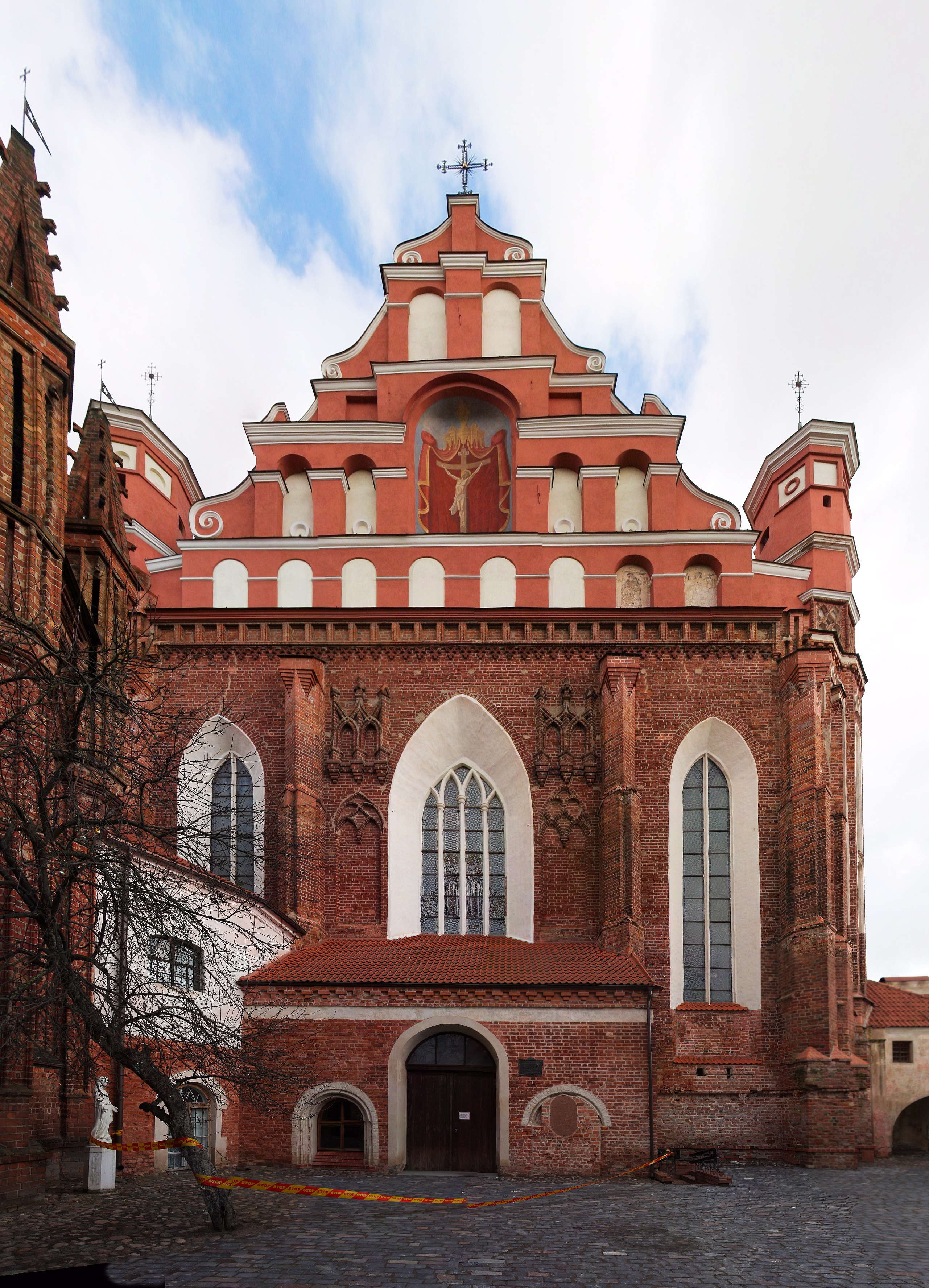
Gevel

De franciscanen kwamen op verzoek van grootvorst Casimir IV van Polen in 1469 vanuit Krakau naar Vilnius om er sociaal werk te verrichten. Hun eerste houten kerk brandde af en in 1490 bouwden ze achter de Sint-Annakerk een tweede kerk, die circa 12 jaar later moest worden herbouwd wegens constructiefouten. De kerk werd van steen gebouwd en gewijd aan Franciscus van Assisi, de stichter van de Orde van de Minderbroeders. De broeders de bescherming van koning Stefanus Báthory en prins Mikołaj Krzysztof Radziwiłł en hoog aanzien onder de bevolking en profiteerden van de giften en schenkingen van burgers van de stad uit dank voor hun charitatieve diensten. Zijkapellen werden in de 17e eeuw toegevoegd. Het fresco van de kruisiging aan de gevel werd in de 18e eeuw aangebracht.
In 1655-1660 werd de kerk tijdens de Pools-Russische Oorlog geplunderd. Nadat de monniken en de burgers die zich in het klooster hadden verstopt waren gedood werd het klooster door de Kozakken in brand gestoken. De kerk werd mede dankzij een belangrijke bijdrage van de hetman Michał Kazimierz Pac hersteld en opnieuw ingewijd in 1676 ter ere van de Franciscus van Assisi en Bernardinus van Siena.
Tussen 1763 en 1781 vond er een herinrichting van de kerk plaats. Uit deze periode dateren de rococo altaren (elf in getal). Het hoofdaltaar, dat werd gewijd aan het lijden van Christus en versierd met beelden en zuilen, werd geschonken door de hetman Jan Karol Chodkiewicz. Het beroemde orgel van de kerk werd later geschonken door Hieronim Chodkiewicz. Deze familie behoorde tot de meest invloedrijke families van het groothertogdom Litouwen.
Na de Kościuszko-opstand in 1794 en tijdens de veldtocht van Napoleon naar Rusland in 1812 leden zowel het klooster als de kerk schade. Bij de wederopbouw werd het bovendeel van de westelijke gevel in gewijzigde vorm herbouwd. In de tweede helft van de 19e eeuw werden schilderijen en relikwieën uit de gesloten Trinitariërskerk in het stadsdeel Antakalnis naar de kerk overgebracht. In de jaren 1870 werd een neogotische klokkentoren toegevoegd. 
Als repressiemaatregel van de mislukte Januariopstand tegen het Russische Rijk lieten de Russische autoriteiten het klooster sluiten. De kerk werd een gewone parochiekerk, de monniken werden gedwongen het klooster te verlaten en de kloostergebouwen werden verbouwd tot kazerne voor het Russische leger. Later werd er de Faculteit der Letteren van de Universiteit van Vilnius gevestigd. 
Na de Tweede Wereldoorlog volgde in 1949 ook de sluiting van de kerk. Het ontheiligde gebouw werd aan de Kunstinstituut van Vilnius overhandigd, die het als depot gebruikte. Met het herstel van de onafhankelijkheid van Litouwen keerde ook de kerk in 1992 terug naar de bernardijnen. In 1994 volgde de plechtige inwijding van de kerk.  